# Al Weill
Al Weill, właśc. Armand Weill (ur. 28 grudnia 1893 w Guebwiller, zm. 20 października 1969 na Florydzie) – amerykański menedżer bokserski.

## Życiorys
Urodził się we Francji, w wieku 13 lat przybył do Nowego Jorku. Był menedżerem czterech mistrzów świata: Rocky Marciano, Marty Servo, Lou Ambersa i Joeya Archibalda. Wycofał się z boksu tuż po przejściu na emeryturę Marciano, przeniósł się na Florydę, gdzie mieszkał do śmierci w 1969 roku. 
W 2003 roku został wprowadzony do Międzynarodowej Galerii Sław Boksu.